# تشارلز دبليو فريمان
تشارلز دبليو فريمان (بالإنجليزية: Charles W. Freeman Jr.)‏ (و. 1943  م) هو دبلوماسي أمريكي، ولد في واشنطن.

## مناصب
تولى منصب سفير
.

## التعليم
تعلم في جامعة ييل، وتعلم في كلية هارفارد للحقوق
.